# مارکوارتیتسه (ناحیه ییهلاوا)
مارکوارتیتسه (به چکی: Markvartice) یک منطقهٔ مسکونی در جمهوری چک است که در ناحیه ییهلاوا واقع شده‌است. مارکوارتیتسه ۶٫۴۱ کیلومتر مربع مساحت و ۲۰۲ نفر جمعیت دارد و ۶۲۱ متر بالاتر از سطح دریا واقع شده‌است.